# Забартово
Забартово (пол. Zabartowo) — село в Польщі, у гміні Венцборк Семполенського повіту Куявсько-Поморського воєводства.
Населення — 375 осіб (2011).
У 1975-1998 роках село належало до Бидгощського воєводства.

## Демографія
Демографічна структура станом на 31 березня 2011 року:
|          | Загалом | Допрацездатний вік | Працездатний вік | Постпрацездатний вік |
| -------- | ------- | ------------------ | ---------------- | -------------------- |
| Чоловіки | 202     | 55                 | 134              | 13                   |
| Жінки    | 173     | 38                 | 99               | 36                   |
| Разом    | 375     | 93                 | 233              | 49                   |